# Banaidja bifasciata
Genre
Espèce
Synonymes
- Dictyna bifasciata L. Koch, 1872

Banaidja bifasciata, unique représentant du genre Banaidja, est une espèce d'araignées aranéomorphes de la famille des Dictynidae.

## Distribution
Cette espèce est endémique des îles Samoa. Elle se rencontre aux Samoa à Upolu et à Savai'i et aux Samoa américaines à Tutuila.

## Publications originales
- L. Koch, 1872 : Die Arachniden Australiens. Nürnberg, vol. 1, p. 105-368 (texte intégral).
- Lehtinen, 1967 : Classification of the cribellate spiders and some allied families, with notes on the evolution of the suborder Araneomorpha. Annales Zoologici Fennici, vol. 4, p. 199-468.